# 트리스턴 잭스

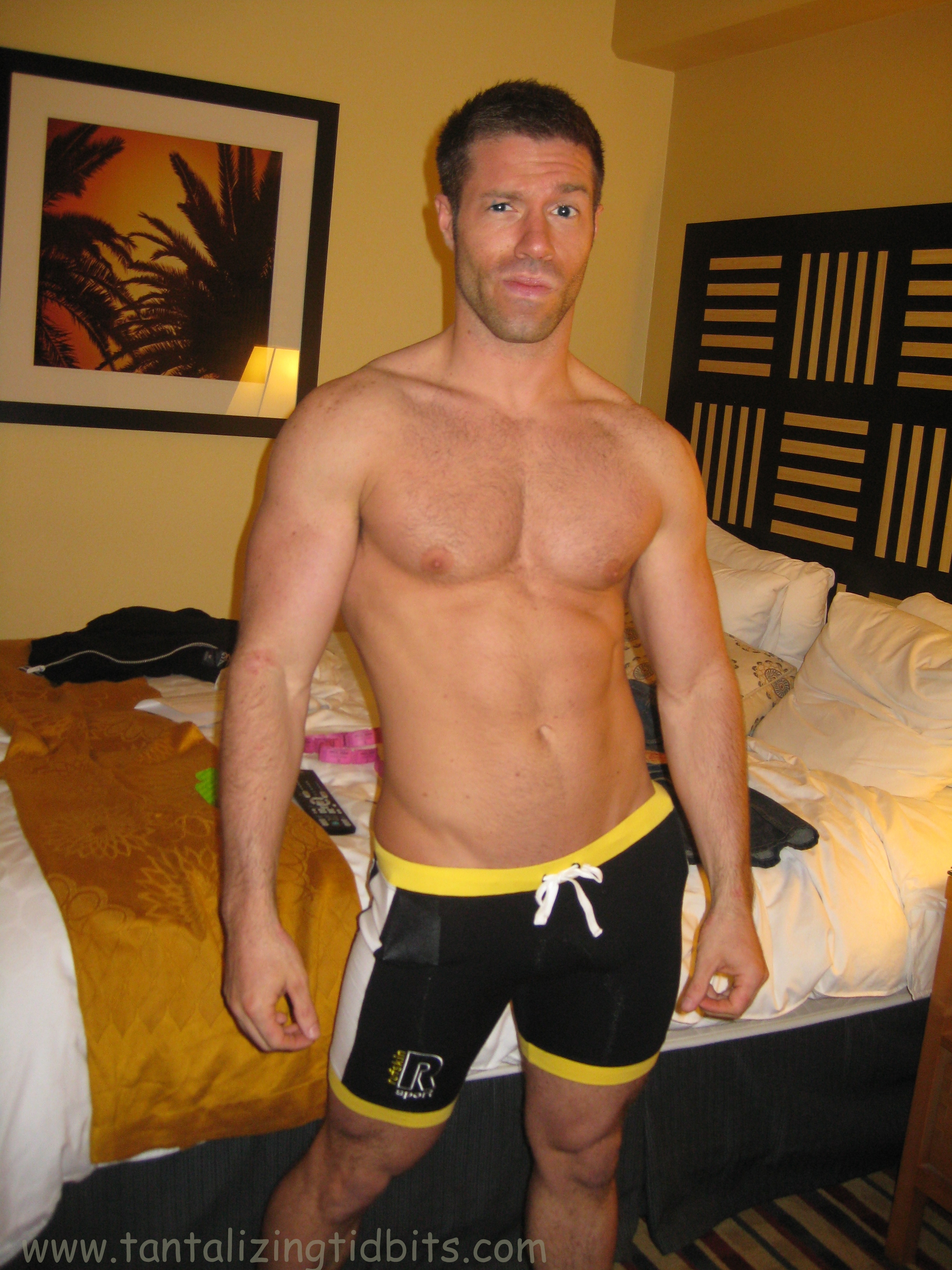
트리스턴 잭스

트리스턴 잭스(Tristan Jaxx)는 미국의 디스크자키이자 포르노 배우이다.